# Mikimaus biljka
Mikimaus biljka (lat. Ochna serrulata), biljna vrsta iz roda ohna (Ochna), porodica ohnovki, čija je domovina Južnoafrička Republika, a postala je invazivna u Australiji i Novom Zelandu.
Mikimaus biljka je ukrasni vazdazeleni grm koji naraste od 1 do 2 metra visine, a ponekad naraste i do manjeg drveta, do 6 metara visine. Vernakularni naziv dolazi po svjetlocrvenim čašičnim listićima koji joj daju izgled Mikija Mausa.
Na Novom Zelandu zabranjena je za prodaju, komercijalno razmnožavanje i distribuciju.
- Ochna serrulata grmovi s nezrelim plodovima. Cape Town.

## Sinonimi
- Diporidium serrulatum Hochst.; Flora 27: 304 (1844)